# Футбольний союз НДР
Футбольний союз НДР (нім. Deutscher Fußball-Verband) — організація, що здійснювала контроль і управління футболом в НДР. Існувала з 1950 по 1990 роки.

## Історія
Першим головою союзу став Фріц Гедіке (нім. Fritz Gödicke). У 1952 союз став членом ФІФА, 15 червня 1954 він в Базелі був одним з 29 засновників УЄФА. 17 і 18 травня 1958 року в Берліні був створений Футбольний союз НДР під головуванням Курта Штофа.
Найбільші успіхи союзу — участь збірної в чемпіонаті світу 1974 року, де матч між командою НДР і майбутнім чемпіоном світу завершився перемогою НДР з рахунком 1:0, золота медаль з футболу на Олімпійських іграх 1976 і перемога ФК «Магдебурга» в турнірі за Кубок володарів кубків 1974 року.
Вищою лігою була Оберліга, головний кубок - Кубок НДР з футболу.
Після возз'єднання обох німецьких держав 20 листопада 1990 року в Лейпцигу на позачерговому засіданні було прийнято рішення про ліквідацію союзу. На той момент футбольним союзом НДР було організовано 4412 клубів з 17 000 командами і 390 000 членів. Вони вступили в Футбольний союз Німеччини.